# Base de la nube

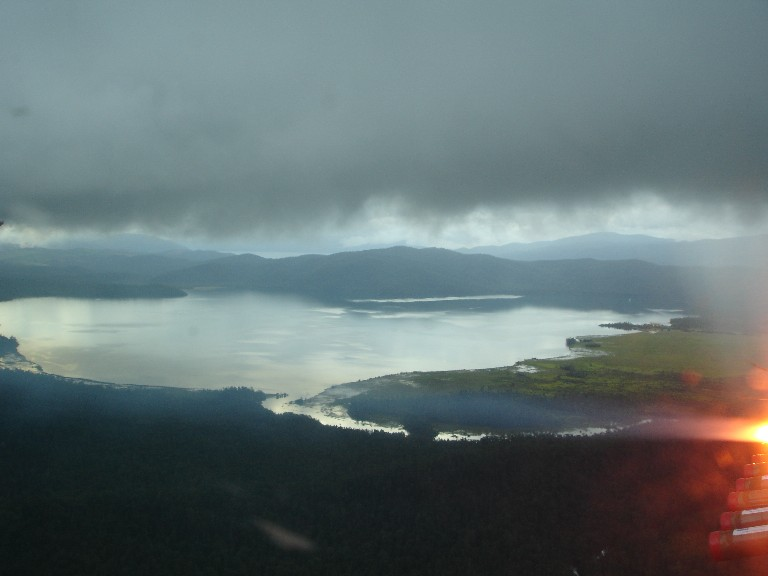
Foto de la base de una nube tomada sobre la isla de Sulawesi, Indonesia, en 2005.

La base de una nube es la altitud más baja de la porción visible de una nube. Tradicionalmente se expresa en metros o pies sobre el nivel medio del mar o sobre una superficie planetaria, o como el nivel de presión atmosférica correspondiente a esta altitud en hectopascales (hPa, equivalente al milibar).